# Aaron Egbele
Aaron Egbele (ur. 29 stycznia 1979 w mieście Benin) – nigeryjski lekkoatleta (sprinter), medalista olimpijski z 2004.
Wystąpił w biegu na 100 metrów i biegu na 200 metrów na mistrzostwach świata w 2003 w Paryżu, lecz w obu konkurencjach odpadł w 1. rundzie.
Na igrzyskach afrykańskich w 2003 w Abudży zdobył srebrny medal w sztafecie 4 × 100 metrów (sztafeta biegła w składzie: Egbele, Tamunosiki Atodirubo, Deji Musa i Deji Aliu), a w biegach na 100 metrów i na 200 metrów zajął w finałach 5. miejsca. Odpadł w półfinale biegu na 60 metrów na halowych mistrzostwach świata w 2004 w Budapeszcie.
Zwyciężył wraz z kolegami w sztafecie 4 × 100 metrów na mistrzostwach Afryki w 2004 w Brazzaville (sztafeta biegła w składzie: Olusoji Fasuba, Ambrose Ezenwa, Egbele i Chinedu Oriala), a w finałowym biegu na 100 metrów został zdyskwalifikowany.
Największy sukces odniósł na igrzyskach olimpijskich w 2004 w Atenach, gdzie nigeryjska sztafeta 4 × 100 metrów w składzie: Fasuba, Uchenna Emedolu, Egbele i Aliu wywalczyła brązowy medal.

## Rekordy życiowe
| Konkurencja               | Data i miejsce                   | Wynik |
| ------------------------- | -------------------------------- | ----- |
| bieg na 55 metrów (hala)  | 26 stycznia 2002, Lubbock        | 6,21  |
| bieg na 60 metrów (hala)  | 10 lutego 2001, Ames             | 6,65  |
| bieg na 100 metrów        | 24 kwietnia 2004, Fort-de-France | 10,11 |
| bieg na 200 metrów        | 4 maja 2002, El Paso             | 20,54 |
| bieg na 200 metrów (hala) | 8 marca 2002, Fayetteville       | 20,90 |